# 2024年至2025年加拿大政治危機

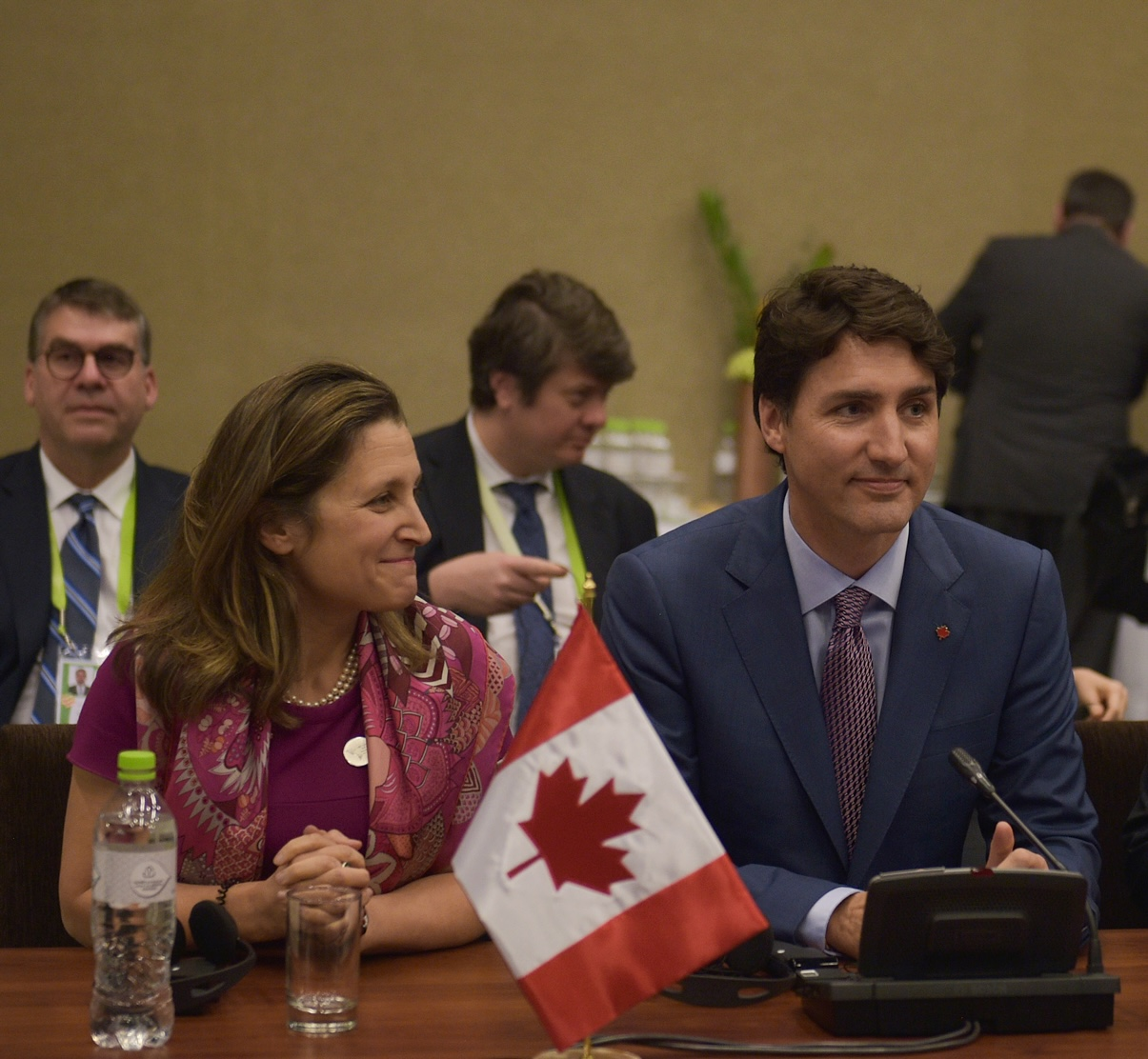
杜魯多和方慧蘭（2018年）

2024年12月16日，加拿大副总理兼财政部长克里斯蒂娅·弗里兰宣布辞去内阁职务，而就在当天下午她本应发表加拿大總理賈斯汀·杜魯多政府的秋季经济報告，由此引发了加拿大的政治危机。2025年1月6日，杜魯多宣布辞去總理和自由黨黨魁职务但留任直至新黨魁繼任總理，宣布國會休會至3月24日讓黨魁選舉在此期間能順利進行，以免因反對黨提出不信任動議而倒台。这些事件对加拿大政界“产生了冲击”。

## 背景
克里斯蒂娅·弗里兰在自由黨连任后于2019年底被杜魯多任命为加拿大第十任副总理，并于2020年成为该国首位女性财政部长，经常被昵称为“万事通部长”，被广泛视为杜魯多自由党黨魁的潜在继任者。人们认为方慧蘭对杜魯多格外忠诚。
杜魯多于2015年联邦大选获胜后，已执政10年。由于担心在加拿大生活成本危机和保守党民意调查支持率上升的情况下並且他本人及政黨已不受欢迎，他在2024年10月阻止了一场党团会议叛乱。杜魯多在2019年和2021年聯邦大選中均沦为少数派政府，於是他與左翼的反对党新民主黨達成信任供给协议帮助少数政府从2022年3月起维持執政，直到2024年9月新民主党退出该协议。
在方慧蘭辞职前的几周内，杜魯多内阁又有两人突然离职。 2024年11月20日，阿尔伯塔省议员兰迪·博伊松诺辞去内阁职务，原因是他被指控经营一家寻求联邦合同的企业，并谎称自己是原住民。 2024年12月15日，住房部长肖恩·弗雷澤宣布因个人原因有意辞去联邦内阁职务。
方慧蘭于12月15日辞职，正值即將上任的美国总统當勞·特朗普威胁对加拿大征收25% 关税之际，方慧蘭在致杜魯多的信中表示，加拿大因此面临严峻挑战。此前一周，有报道称总理和副总理之间出现分歧，方慧蘭反对杜魯多最近做出的承诺，即到2023 年向收入15万加元或以下的加拿大工薪阶层提供250加元的支票（由于对应该有多少加拿大人应该得到支票存在争议，该措施因缺乏新民主党支持而未通过）。方慧蘭称该提议是“代价高昂的政治花招”，并认为加拿大政府应该“今天保持财政充足，这样我们才能有应对即将到来的关税战所需的储备。”辞职被视为对杜魯多的“明显谴责”，人们立即猜测他在黨內的领导地位。经济報告最终于当天美东时间下午4:11发布，并由眾議院執政黨首席議員卡琳娜·古尔德在眾議院代為提出。该声明显示，2023-24年赤字为619亿元，超过了方慧蘭设定的401亿元或以下的目标，并且特朗普的关税威胁基本未得到解决。
杜魯多于12月13日星期五向方慧蘭明确表示，他不再希望她担任财政部长，并将为她提供另一个内阁职位；相反，方慧蘭决定辞去内阁职务，并表示“为了有效发挥作用，部长必须代表总理發言，并得到总理的充分信任。在做出决定时，您明确表示我不再可信地享有这种信任。”
民意调查显示，这一举措以及杜魯多政府整体不受欢迎，导致其执政10年的政府陷入重大信任危机，杜魯多开始面临辞职的呼声。

## 12月中旬之后
2024年12月中旬之后，方慧蘭辞职所引发的危机及其随后的政治影响被加拿大国内外的新闻媒体报道。

### 反对党
- 加拿大官方反對黨領袖和保守黨黨魁博勵治在12月10日星期二的质询时间中提到了上周杜魯多与方慧蘭不和的报道，他指出杜魯多“失去了对自己内阁的控制”，并反问道“杜魯多和方慧蘭谁会获胜？”，而保守黨副黨魁、安大略省保守党议员梅利莎·兰茨曼则指责杜魯多“欺负他的女财政部长”。[21]方慧蘭坚称她和杜魯多是“团结的”，并否认两人之间存在不和的说法。[21]六天后，即12 月16日，方慧蘭辞职后，博勵治称杜魯多“失去了控制，但仍在掌权”。[22]

- 魁人政團黨魁伊夫-弗朗索瓦·布朗谢已经在最近的多次不信任动议中与保守党一起投票推翻杜魯多政府，他在12月16日表示，“杜魯多政府已经完蛋了”。[23] [24]

- 新民主党黨魁駔勉誠直到2024年初一直与自由党少数派政府达成信任供给协议，甚至在那之后也继续在信任投票中支持政府。12月17日，他表示杜魯多的自由党“只关注自己”，杜魯多“必须下台”，这是他首次呼吁杜魯多辞职。但当被问及是否会对政府投不信任票时，他表示“所有选择都在考虑范围内”。[25]随后，12月20日，駔勉誠在X上发布的一封公开信中表示，新民主党“将投票推翻现政府”，不管杜魯多辭職與否。[26]

- 绿党黨魁伊丽莎白·梅伊称12月16日是加拿大政坛“前所未有的一天”，并表示“今天发生的事件令她震惊”。 [27]

### 省级
- 当被问及方慧蘭辞职后魁北克省省长弗朗索瓦·勒戈是否仍然对总理或特鲁多政府有信心时，他回避了回答。自9月以来，他一直要求魁人政團撤回对自由党少数派政府的支持。在12月16日的提问中，他表示“眾議院的人民将决定未来几周、几个月的投票方式。我无权告诉他们该怎么做。” [28]

### 国际
- 美国当选总统唐纳德·特朗普在其社交媒体平台Truth Social上发文称赞方慧蘭的离职：“加拿大联邦政府对财政部长辞职或被加拿大州长賈斯汀·杜魯多解雇感到震惊。她的行为非常恶劣，不利于达成有利于加拿大人民的协议。我们不会想念她的！！！”[29]

### 媒体
- 左媒多伦多星报的编辑委员会在杜魯多领导的三次聯邦大選中都支持他领导的自由党[30]，该报于12月16日晚上要求杜魯多辞职。[31]
- 12月16日，右媒多伦多太阳报呼吁杜魯多辞职，称“为了政党的利益、国家的利益、加拿大人民的利益，现在是时候离开了。”[32]

### 商界
- 加拿大最大的保险公司宏利金融的董事多米尼克·拉普安特（Dominique Lapointe）在方慧蘭辞职后表示[33] ，“这无疑增加了另一层不确定性，因为我们可能会随着即将上任的美国政府进入动荡时期。“ [34]

### 公众反应
- 在方慧蘭辞职的第二天， Abacus Data所做的民意调查显示，67%的加拿大人希望特鲁多辞职，而只有19%的人希望他继续担任总理。自由党在全国投票意向中比前一周下降了一个百分点（从21%下降到 20%），而保守党则上升了一个百分点，达到 45%，取得了 Abacus 开始跟踪投票意向以来的最大领先优势（25 个百分点）。自由党仅以 20% 比 18% 领先排名第三的新民主党两个百分点。 58%的受访者还表示希望立即举行选举。[35] 338Canada 12月22日的分析预测显示，自由党预计在全国范围内获得的议席将从47个减少到39个，甚至输给了魁人政團，魁人政團位居第二。该网站认为自由党成为官方反对党的可能性仅为36%（魁人政團为61%）。到了2024年底，安格斯·里德研究所的數據顯示，自由党支持率已進一步跌至16%，為建黨以來最底，超越2011年的葉禮庭。[36]
- 方慧蘭辞职的同一天晚間，在卑詩省克樂佛代爾—蘭里市選區（英语：Cloverdale—Langley City）的联邦补选（英语：2024 Cloverdale—Langley City federal by-election）中，保守党候选人以50个百分点的决定性优势获胜，获得了约三分之二的选票。保守党的总票数较上次选举增加了30个百分点，而自由党的总票数减少了 23个百分点，新民主党减少了7个百分点。[37]

## 参見
- 2008年–2009年加拿大政治危機（英语：2008–2009 Canadian parliamentary dispute）：時任加拿大總理史蒂芬·哈珀的保守党少数派政府被自由党、新民主党和魁人政團試圖倒閣並組聯合政府，亦是以國會休會及自由黨黨魁狄安下台告終，由於保守党剛赢得2008年聯邦大選，因此反對黨的行為沒有民意支持（英语：Opinion_polling_for_the_2011_Canadian_federal_election#Pre-campaign_period）